# シェイ・スタジアム
シェイ・スタジアム（Shea Stadium）は、アメリカ合衆国ニューヨーク市クイーンズ区フラッシングのフラッシング・メドウズ・コロナ・パーク北端に在った多目的スタジアム。MLBニューヨーク・メッツ、NFLニューヨーク・ジェッツの旧本拠地。
日本語ではロック・ミュージック関係書籍などにおいて「シェア・スタジアム」と表記されることがあるが英語読みは「シェイ・ステイディアム」。1975年天覧試合の報道においてシェー・スタジアムと表記されている。
老朽化により2008年をもって閉場。その近隣に新球場シティ・フィールドが竣工、2009年4月に開場したため、2009年2月に解体工事が行われて現在跡地はシティ・フィールド駐車場になっている。

## 名称由来

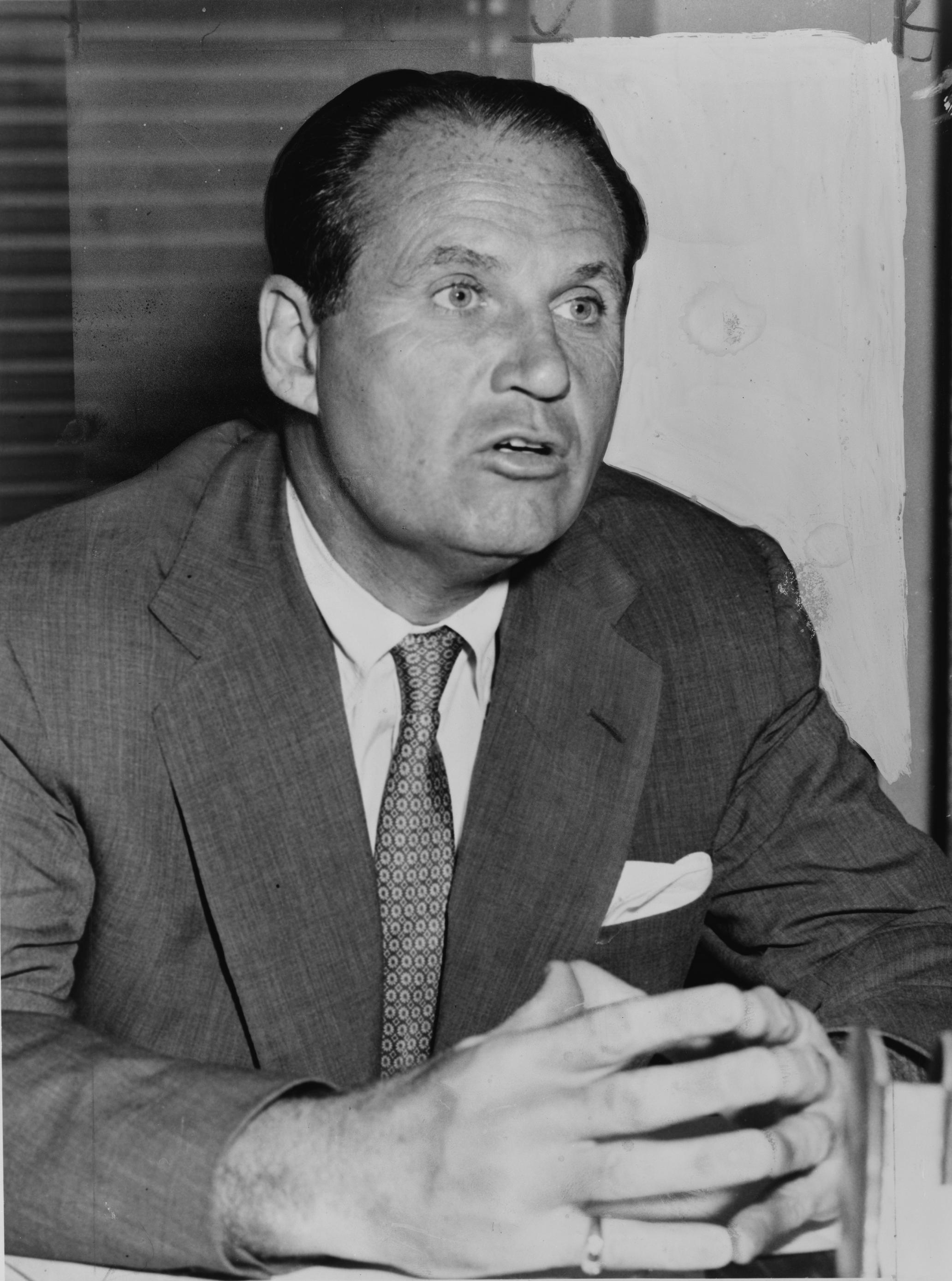
ウィリアム・A・シェイ

このスタジアム名の由来となったのは、弁護士のウィリアム・A・シェイである。1957年にブルックリン・ドジャース、ニューヨーク・ジャイアンツの両球団がそれぞれ ロサンゼルス、サンフランシスコへ移転し、ニューヨークからナショナルリーグの球団が無くなった。そこで、ニューヨークにナショナルリーグの新チームを創設しようと尽力したのがシェイだった。シェイは1991年に死去したが、没後メッツはシェイの功績を讃え、2008年、同年をもってシェイ・スタジアムが閉場することが決まり、シェイの名前をもって永久欠番扱いとして顕彰している。
メッツのユニフォームに使用されている色のうち、当初のオレンジはジャイアンツの、青はドジャースのチームカラーである。またこの二色はニューヨーク市の旗にも使われているなど、同市を象徴する色でもある。

## 建設
1961年10月28日に建設が開始された。ニューヨーク市内にスタジアムが建設されるのは1923年以来のことであった。当初、フラッシング・メドウズ・スタジアムという名前となる予定であったが、1962年秋、実業家のバーナード・ギンベルがキャンペーンを実施、シェイ・スタジアムという名前となった。野球では55300人、アメリカンフットボールでは60000人を収容する多目的スタジアムとして建設された。多目的スタジアムとしては、D.C.スタジアムに次いで全米で2番目の施設であった。冬の厳しい気象条件や労働者のストライキによって建設は1年遅れた。

## 設備、アトラクション、演出

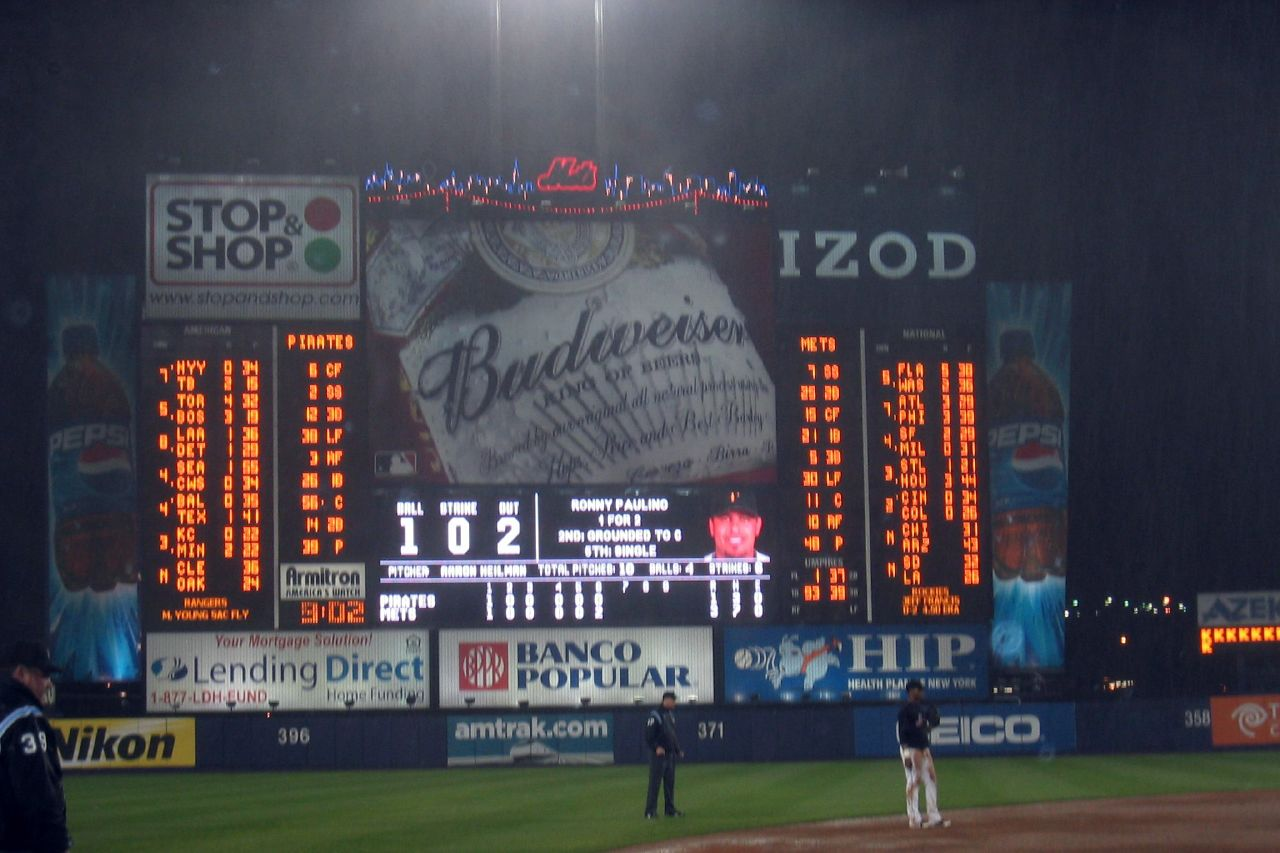
スコアボード

シェイ・スタジアムは当初、90,000人収容の巨大スタジアムとして建設が進められたが、建設途中で計画が変更されたため、外野席が左中間の一部を除いて存在せず、代わりに超巨大スコアボードやビッグ・アップルが設置された。
超特大スコアボードは外野右中間フェンス後方に設置されていた。開場当時はスタジアラマ・スコアボードと呼ばれ、スクリーンには選手のスライド写真などが映し出されたが、その部分は後に広告スペースとなった。上部にはニューヨークの摩天楼を象った照明があったが、2001年9月11日の同時多発テロ発生後、世界貿易センタービル・ツインタワーを象った部分にリボンがかけられた。
ビッグ・アップルが1981年に中堅フェンス後方に設置された。メッツの選手がホームランを打つと、巨大な帽子のディスプレイの中からメッツのロゴマークが入った大きなリンゴのオブジェが現れた。これはニューヨーク市の愛称「ビッグ・アップル」にちなんだもの。1998年、ヤンキー・スタジアムの観客席が一部破損したため、ヤンキースが1試合だけホームゲームをシェイ・スタジアムで行ったことがあるが、そのときヤンキースのダリル・ストロベリー（元メッツ所属）がホームランを放つとビッグ・アップルが姿を現した。メッツ以外の選手がホームランを放った際にビッグ・アップルが出てくるのは異例である。ただしリンゴに描かれたメッツのロゴを隠すためか、上半分のみの登場となった。このオブジェはシティ・フィールドにも受け継がれている。

## 解体
2008年10月14日、解体作業が始まり、10月18日、ライトスタンドのスコアボード、バックスクリーン、ブルペンが解体された。11月10日、フィールド、ダッグアウト、フィールドレベルの観客席が解体された。2009年1月31日、ファンがスタジアムへの最後の別れを告げるイベントが開催された。2月18日に最後に残された観客席が解体された。
ホームプレート、ピッチャーマウンド、ベースは、シティ・フィールドの駐車場で公開されている。

## 利用

### 野球
1964年4月17日、パイレーツ戦で開場、メッツは3-4で敗れた。本塁打第一号はパイレーツのウィリー・スタージェル。同年6月21日 - フィラデルフィア・フィリーズのジム・バニングがメッツ戦で完全試合を達成。同年7月7日、オールスターゲームが開催された。スタジアムでオールスターゲームが開催されたのは1回のみである。試合はナショナルリーグが7-4でアメリカンリーグを破った。同年9月1日、サンフランシスコ・ジャイアンツの村上雅則がデビュー。日本人初の大リーガーが誕生した。1イニングを被安打1、2奪三振の無失点に抑えた。
スタジアムを本拠地としている間、メッツはワールドシリーズに4回出場した（1969年、1973年、1986年、2000年）。1986年10月25日のレッドソックスとのシリーズ第6戦では、レッドソックスがビル・バックナーのトンネルでサヨナラ負け。翌日の第7戦も落とし、「バンビーノの呪い」を解くことはできなかった。
1969年7月9日、トム・シーバーが8回1/3まで25人を抑える準完全試合でシカゴ・カブスを破った。この試合はミラクル・メッツとして知られるメッツの逆転優勝の転機となった。9月9日、後に黒猫の呪いと呼ばれる出来事が起きた。
ニューヨーク・ヤンキースがヤンキー・スタジアムの改修工事期間中の1974年と1975年に本拠地として使用した。1998年4月15日、ヤンキー・スタジアムのコンクリートが落下したため、デーゲームでヤンキース対カリフォルニア・エンゼルス、ナイターでメッツ対カブスが行われた。
1997年4月15日、ビル・クリントンアメリカ大統領、バド・セリグMLBコミッショナー、ジャッキー・ロビンソンの未亡人、レイチェルが来場、ジャッキー・ロビンソンの背番号42がMLB全チームの永久欠番となることが発表された。
2001年9月11日の同時多発テロ事件の際、ゲートエリア、駐車場の大部分は被災者を支援する食糧、物資の集積場となった。事件から10日後の9月21日、アトランタ・ブレーブスとの試合でレギュラーシーズンは再開され、41275人のファンが入場した。

### アメリカンフットボール
NFLのニューヨーク・ジェッツが、1964年から1983年まで20年間ホームスタジアムとして利用した（ただし1977年の開幕戦は、ジャイアンツ・スタジアムで開催した。）。尚、「ジェッツ」の愛称はシェイ・スタジアムがラガーディア空港に程近い場所にあることが由来である（チーム創設から移転前までの名称は「ニューヨーク・タイタンズ」だった）。
ジェッツの出場したプレーオフ3試合が開催されている。1968年のAFLチャンピオンシップでジェッツは27-23でオークランド・レイダースを破った。1969年のAFLディビジョナルプレーオフではカンザスシティ・チーフスに6-13で敗れた。1981年のワイルドカードプレーオフでは、バッファロー・ビルズに27-31で敗れた。
1964年9月12日、ジェッツが初のホームゲームでデンバー・ブロンコスを30-6で破った。この試合は45665人が入場した。
1965年10月9日、カレッジフットボールで陸軍士官学校とノートルダム大学が対戦、この試合には後にアメリカ合衆国大統領となるリチャード・ニクソンが出場した。
1967年、ジェッツの主催7試合で437,036人が入場、AFL記録となった。
1968年12月29日、ジョー・ネイマスがドン・メイナードへの2タッチダウンパスなど、3タッチダウンパスの活躍で、オークランド・レイダースを27-23で破り、第3回スーパーボウル出場を果たした。この試合は62627人が入場した。
1978年までジェッツは、ニューヨーク・メッツのシーズンが終了するまでホームゲームを開催することができなかった。第3回スーパーボウルに優勝した翌年、1969年、メッツがワールドシリーズまで進出したため、チームは開幕から5試合連続でロードで戦い、その後7戦をホームで連戦、最後の2試合をロードで戦った。
1973年、この年もメッツがワールドシリーズまで進出したため、チームは開幕から6試合をロードで戦った。同年12月16日、バッファロー・ビルズのO・J・シンプソンがNFL史上初となる1シーズン2000ヤードのランを記録した。それまでのシーズン記録は、1963年にジム・ブラウンが記録した1863ヤードであった。当時は現在と異なり、レギュラーシーズンは14試合であり、14試合で2000ヤードを走ったのはシンプソンのみである。
NFLのニューヨーク・ジャイアンツが1975年だけ本拠地として使用した。同年10月5日、昭和天皇・香淳皇后がニューヨーク・ジェッツ対ニューイングランド・ペイトリオッツ戦を観戦した。
1979年12月9日のニューヨーク・ジェッツ対ニューイングランド・ペイトリオッツ戦のハーフタイムショーでラジコン飛行機が落下、観客が1人亡くなった。
1979年10月15日のミネソタ・バイキングス戦でスタジアム初のマンデーナイトフットボールとして行われた。1980年10月27日のマイアミ・ドルフィンズ戦もマンデーナイトフットボールとして行われた。
ジェッツの最後の試合となった1983年最後の試合は、後にプロフットボール殿堂入りするピッツバーグ・スティーラーズのテリー・ブラッドショーがひじの手術から11か月ぶりに出場したが、ジェッツは7-34で敗れプレーオフ出場を逃した。試合終了後、ファンがフィールドに雪崩込み、ゴールポストの間を走り回った。
ギャンググリーンと呼ばれたジェッツは、このスタジアムで69勝69敗3分の成績を残した。ジェッツのヘッドコーチだったウィーブ・ユーバンクは、しばしば試合前日にメッツの試合を観戦した。

### その他
1965年8月15日、ビートルズが当時史上最大の屋外コンサート（史上初の野球場でのコンサート）を催行。
1972年から1980年にかけて、WWWF→WWF（現WWE）が3度にわたって「ショーダウン・アット・シェイ」と題したビッグマッチを開催した。そのうち、1976年6月26日の試合では異種格闘技戦「格闘技世界一決定戦」として、グランドにリングを組みプロレスラーアンドレ・ザ・ジャイアント対プロボクサーチャック・ウェプナーが行なわれ、プロボクシング統一世界ヘビー級王者モハメド・アリとプロレスラー・アントニオ猪木が日本から中継された（詳しくはアントニオ猪木対モハメド・アリを参照）。
1976年8月17日、北米サッカーリーグのニューヨーク・コスモスとワシントン・ディプロマッツが対戦、この試合にはペレが出場している。
1979年10月3日、ローマ教皇ヨハネ・パウロ2世がミサを行い、6万人が訪れた。宗教イベントとしては、1978年7月にエホバの証人が、1996年9月、プロミス・キーパーズがイベントを開催した。

## フィールドの特徴

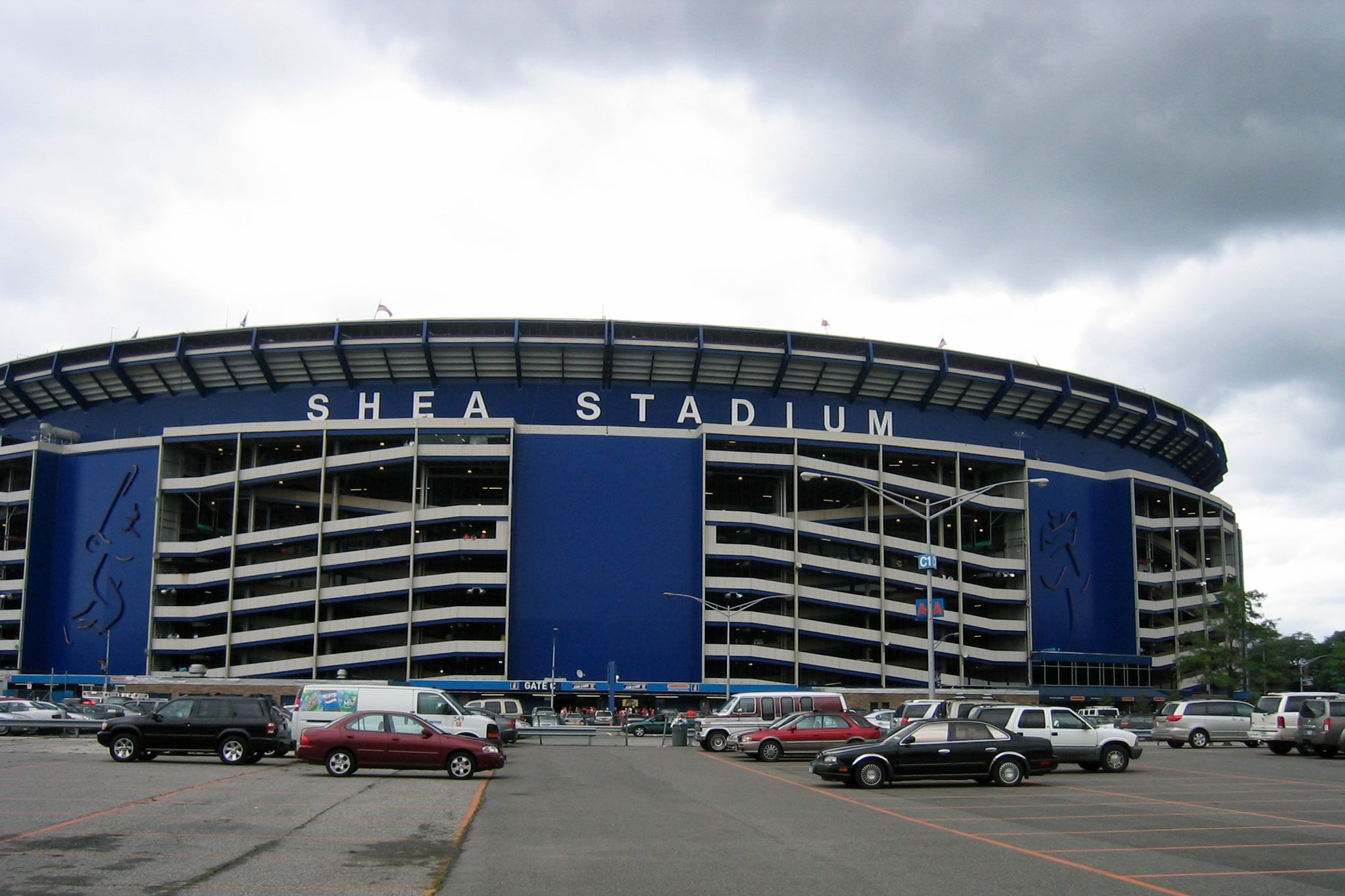
シェイ・スタジアム外観

多くの野球選手を悩ませていたのが、近隣にあるラガーディア空港である。シェイ・スタジアムが同空港の離着陸コースのほぼ真下に位置するため、騒音が選手の集中力をかき乱すことが多々あった。市当局が建設予定地を視察したのが飛行機の離着陸コースの異なる冬季であり、夏季ではなかったのだろうと長年噂された。シェイ・スタジアムでプレーする時だけ耳栓をつける選手もいたほどである。
外野は左右対称であった。広めなため、外野手には守備範囲の広さが必要。また、外野席がほとんど設置されていないため、吹き込んでくる風の影響を受けやすかった。よって長打が出にくく、投手有利の球場であった。内野は芝が長いため、球足が遅かった。
ジョー・ネイマスによると、強風と寒さ、凍った芝のため、NFLの本拠地の中でも過酷なスタジアムであった。ただそれは大きなホームアドバンテージになったという。